# Corn-Cob-Mix
Corn-Cob-Mix (CCM) ist ein meist in der Schweinemast eingesetztes Futter, das aus der Spindel und den Körnern des Maiskolbens besteht.
Es ist eine Sonderform von Maiskolbenschrot, das mit einem Mähdrescher mit Pflückvorsatz (Maisgebiss) geerntet wird. Zur Ernte von CCM ist es bei einigen Mähdreschern erforderlich, bestimmte Teile des Abscheideorgane zu verschließen. Da CCM zu Schrot- bzw. Strohsilage verarbeitet wird, kann auch weniger reifes Erntegut mit einem höheren Wassergehalt im Korn geerntet und weiterverarbeitet werden. CCM kann als vollwertiges Grundfutter mit hohem Energiegehalt in der Rinder- und Schweinemast eingesetzt werden. Der Rohfasergehalt liegt aufgrund der enthaltenen Maisspindeln mit fünf bis acht Prozent höher als beim Körnermais (3 %).